# Зула
Зула (на френски: Zoula) е село в габонската провинция Огоуе-Ивиндо на половината път между Мекамбо и Мазинго. Население под 100 жители.
- географска ширина: 1,0833 N
- географска дължина: 14,0667 E
- надморска височина: 508 м

| Портал | Портал „Африка“ съдържа още много статии, свързани с Африка. Можете да се включите към Уикипроект „Африка“. |